# Макартур (Калифорнија)
Макартур (енгл. McArthur) насељено је место без административног статуса у америчкој савезној држави Калифорнија.

## Демографија
По попису из 2010. године број становника је 338, што је 27 (-7,4%) становника мање него 2000. године.
| Група             | 2000.       | 2010.       |
| Белци             | 247 (67,7%) | 208 (61,5%) |
| Афроамериканци    | 0 (0,0%)    | 0 (0,0%)    |
| Азијати           | 0 (0,0%)    | 0 (0,0%)    |
| Хиспаноамериканци | 91 (24,9%)  | 119 (35,2%) |
| Укупно            | 365         | 338         |